# Диференциално смятане
Диференциалното смятане е една от фундаменталните области на математиката, която изучава как функциите се променят. Разработено през XVII век от Исак Нютон и Готфрид Лайбниц, диференциалното смятане има огромно значение за науката и техниката, като се използва за моделиране и разбиране на промяната в множество области.
Диференциалното смятане предоставя мощен инструментариум за разбиране и предсказване на промените в различни системи. Неговата универсалност и гъвкавост го правят основен компонент на съвременната наука и инженерство. Независимо дали се занимавате с физика, икономика или информатика, знанията по диференциално смятане отварят врати към по-дълбоко разбиране на света около нас.

## Основни понятия
1. Производна Производната на функция измерва скоростта на промяна на нейната стойност спрямо промяна на нейните аргументи. Геометрично, производната представлява наклона на допирателната права към графиката на функцията в дадена точка. Например, ако функцията е, нейната производна може да се запише като:
2. Диференциране Процесът на намиране на производната на дадена функция се нарича диференциране. Има правила за диференциране, които включват:
  - Правилото за сума:
  - Правилото за произведение:
  - Правилото за частно:
  - Правилото за верига:
3. Висши производни Производната на производна се нарича втора производна и описва ускорението на промяната. Третата, четвъртата и по-нататъшните производни намират приложение в по-сложни анализи на функции.

## Приложения на диференциалното смятане
1. Физика Диференциалното смятане е в основата на класическата механика. То се използва за описание на движение, скорост и ускорение. Например, законът на Нютон за сила може да се изрази чрез производни:

1. Инженерство Инженерите използват диференциално смятане за оптимизация на процеси, анализ на електрически вериги, проектиране на структури и в динамични системи.
2. Икономика Производните намират приложение при изследването на маргиналните промени – например, как се променя печалбата при увеличаване на продажбите с единица.
3. Биология и медицина Моделиране на растежа на популации, скоростта на разпространение на вируси и лекарствени взаимодействия са области, където диференциалното смятане играе важна роля.
4. Информатика В машинното обучение и анализа на данни, диференциалното смятане се използва за обучение на модели, чрез техники като градиентно спускане.